# Balāha

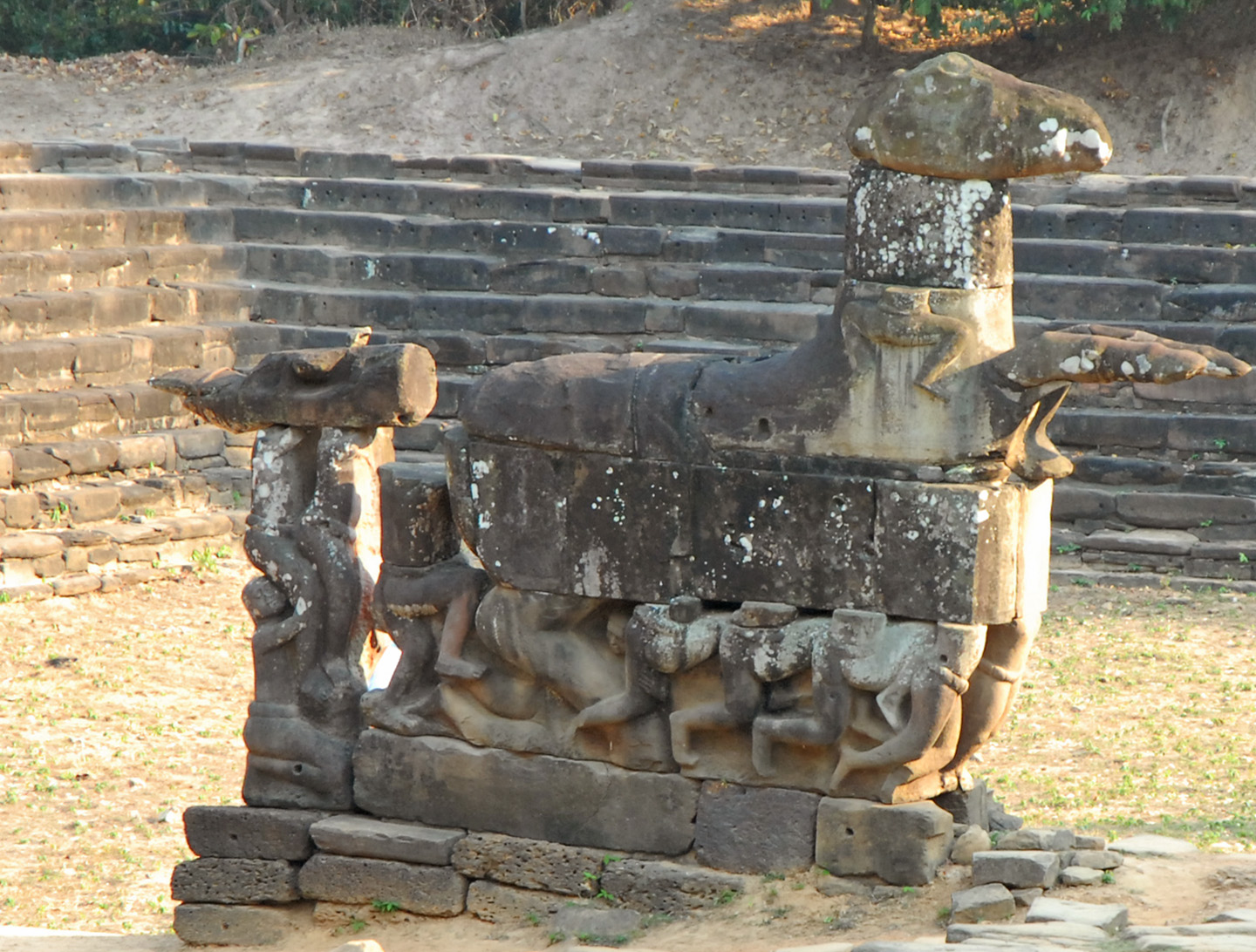
Statue de Balāha à Neak Pean au Cambodge

Balāha est un cheval volant légendaire de la mythologie et du folklore bouddhiques. Son histoire existe en différente versions, notamment en langue chinoise et en langue indienne. Un bodhisattva vient, sous la forme d'un cheval volant doué de parole et de raison (souvent blanc, parfois ailé ou encore à tête de corneille) délivrer des marchands hindous échoués sur une île, qui ont par erreur fait confiance à des rākshasas, démons anthropophages. Dans les Jātaka Valāhassa, ce cheval est le futur Bouddha lui-même, dans l'une de ses précédentes incarnations. Une version plus récente attribue cette métamorphose à Avalokiteshvara, et l'île devient la future Ceylan . Tous les marchands s'accrochent aux flancs du cheval comme à ceux d'un navire pour s'échapper et traverser la mer.